# Google Translator Toolkit
Google Translator Toolkit era un servizio web di traduzione assistita che permetteva all'utente di utilizzare le traduzioni proposte da Google Traduttore, modificarle e memorizzarle e poterle sfruttare in successivi lavori di traduzione. Fu lanciato da Google Inc. il 9 giugno 2009; annunciato nel mese di agosto 2008 con il nome di Google Translation Center, fu successivamente reso disponibile come Google Translator Toolkit. Con esso, i traduttori potevano organizzare il loro lavoro e usare traduzioni condivise, glossari e memorie di traduzione come basi di lavoro. Era possibile caricare e tradurre documenti di Microsoft Word (solo .doc), OpenDocument, RTF, HTML, testi in formato .txt e articoli di Wikipedia e di Knol.
Google Translator Toolkit si serviva di Google Traduttore, il traduttore automatico di Google. Google Translate permetteva agli utenti di ottenere traduzioni automatiche, prodotte prevalentemente tramite un algoritmo di analisi statistica, di un testo o di pagine web, che venivano copiati e incollati nell'interfaccia di Google Translator Toolkit. Si otteneva così una traduzione di base, che poteva essere successivamente modificata.
Google sosteneva che Google Translator Toolkit era parte del suo "sforzo per rendere le informazioni universalmente accessibili attraverso la traduzione" (come recita la "mission" dell'azienda) e "aiuta a tradurre meglio e più rapidamente attraverso un'innovativa tecnologia di traduzione che permette la condivisione del lavoro con altri utenti".
Questo strumento era pensato per utenti interessati a progetti di tipo collaborativo, come la traduzione di voci di Wikipedia o materiale per le ONG; tuttavia esso fu sempre più usato anche in progetti di traduzione commerciale.
Quando Google Translator Toolkit fu lanciato utilizzava una sola lingua di partenza, l'inglese, e 47 lingue di arrivo. Alla sua dismissione disponeva di 100 000 combinazioni linguistiche; era possibile infatti tradurre da 345 lingue di partenza in 345 lingue di arrivo.
Translator Toolkit è rimasto attivo per oltre un decennio e ha aiutato gli utenti, i traduttori e il mondo a creare e condividere traduzioni. Lo strumento è stato definitivamente ritirato il 4 dicembre 2019, principalmente a causa della disponibilità di numerosi ottimi strumenti, tra cui lo stesso Google Traduttore, che ha determinato un calo nell'uso  di Google Translator Toolkit e la conseguente decisione di disattivarlo definitivamente.

## Funzionamento
Per cominciare gli utenti potevano caricare un file dal proprio computer, oppure inserire l'URL di una pagina web, di una voce di Wikipedia o di Knol, che si desiderava tradurre. Successivamente Google Translator Toolkit generava una versione provvisoria, che consisteva nella traduzione del documento effettuata tramite software. Il documento veniva diviso in segmenti costituiti da singole frasi, titoletti o punti di un elenco, quindi venivano ricercate per ogni segmento le eventuali traduzioni di altri utenti in tutti i database disponibili al programma. Qualora esse esistevano, Google Translator Toolkit attingeva al risultato più affidabile che trovava e lo utilizzava come traduzione del segmento. In caso contrario veniva impiegata la traduzione automatica di Google Translate.
Si procedeva poi a correggere e controllare la traduzione automatica, selezionando la frase da modificare. In alternativa si potevano utilizzare strumenti di traduzione di Google come aiuto, cliccando su «Mostra toolkit».Qui era possibile visualizzare traduzioni caricate precedentemente da altri utenti nella sezione «Risultati di ricerca per la traduzione», oppure nella sezione «Dizionario», per cercare la traduzione esatta di termini più difficili da trovare. Inoltre i traduttori avevano a disposizione altre opzioni, come glossari multilingue personalizzati, e potevano visualizzare le traduzioni automatiche.
Si poteva anche scegliere se condividere il proprio lavoro con altri utenti, che potevano a loro volta visualizzare e modificare la traduzione. Il documento finito poteva essere scaricato sul proprio computer e gli articoli di Wikipedia e di Knol potevano essere facilmente pubblicati nelle pagine di destinazione.